# Љубица Кандић
Љубица Кандић (Беране, 22. јануар 1925 – Београд, 24. март 2019) била је српска правница, доктор правних наука и једина жена декан Правног факултета Универзитета у Београду.

## Биографија
Рођена је 22. јануара 1925. године у Беранама као Љубица Милошевић. Дипломирала је на Правном факултету Универзитета у Београду, где је потом завршила магистарске и докторске студије. На факултету се запослила 1950. године.
Учествовала је у оснивању Правног факултета у Новом Саду, Нишу, Крагујевцу, Приштини, Скопљу и Подгорици. Њени студенти су били предавачи на свим правним факултетима у Југославији.
Предавала је Општу историју државе и права, а заједно са професором Албертом Вајсом је приредила и уџбеник за овај предмет. Са професором Ратком Марковићем је радила на проучавању историје српске уставности.
Декан Правног факултета Универзитета у Београду је била од 1987. до 1989. године. За време њеног мандата, зграда факултета је добила анексе, којима је решено питање неопходног проширења радног простора, на тај начин да спољни изглед зграде није нарушен. Уз додатних 1500 метара квадратних кабинетских простора, направљена је и репрезентативна конференцијска сала.
Била је у браку са неуропсихијатром и професором ВМА Бранком Кандићем (рођен 5. јуна 1919. године у Колашину, умро 1994. године). Имали су две ћерке, обе професорке универзитета: филозоф Драгана Кандић Дулић (15. јануар 1947, Београд, Факултет одбране и заштите) и правник Зорица Кандић Поповић (6. октобар 1952, Београд, Дефектолошки факултет), супруга Дејана Поповића, ректора Београдског универзитета и амбасадора у Великој Британији.
Умрла је 24. марта 2019. године у Београду. Сахрањена је 28. марта на Новом гробљу у Београду.